# Преспанско језеро
Преспанско језеро (мкд. Преспанско Езеро, алб. Liqeni i Prespës) је пар језера у југоисточном делу Европе, подељених између Грчке, Албаније и Северне Македоније.

## Карактеристике
Састоји се од језера Велика Преспа (273 km², 853 метра надморске висине) и Мала Преспа (47 km², 857 метара надморске висине). Велику Преспу деле све 3 земље, док је Мала Преспа у Грчкој и малим делом у Албанији. Језера су смештена на јужној страни Преспанске котлине између планине Галичице и планине Баба. Од укупне површине језера, 190 km² припада Северној Македонији, 84,8 km² Грчкој и 38,8 km² Албанији. Језеро Велика Преспа је удаљено само 10 km од Охридског језера са којим је повезано подземним каналима у кречњачком тлу. Пошто је Преспанско језеро на око 150 метара већој висини, вода се из њега прелива. Највећа дубина језера је 54 m.
На језеру Мала Преспа се налази острво Ахил (Аил) на које је Самуило донео мошти Светог Ахила из Тесалије. На језеру Велика Преспа постоје два ненасељена острва: Голем Град (у Северној Македонији) и Мали Град (у Албанији).
Голем Град је острво одувек познато по огромном броју змија, и то опаких отровница. Ту се није могло опстати, једино су сељаци из околине зими ту држали овце. О њему је оставио сведочанство српски монах Калист, који је провео две године самујући на том пустом и опасном месту. Живео је у колиби на "фоји", коју је направио на једном дрвету, високо изнад земље, заштићен од отровница, са које би силазио углавном ноћу. Ту су се у међуратном периоду још налазиле рушевине старе Православне цркве грађене од камена. Био је то средњовековни српски храм посвећен Св. апостолу Петру, задужбина српских владара Немањића. Остале су зидине без крова, постојали су отвори западних и јужних врата. Око јужних врата назирале се се зидне фреске, видео се заштићен бршљаном двоглави бели орао - као спомен ктиторски, грб Немањићки. На острву се налазило и мало гробље погинулих немачких војника у Првом светском рату. Њихови рођаци су бродовима однели њихове кости скупљене у џакове. Игуман свих преспанских манастира (3) и метоха (6), поменути Калист је 1938. године са вољом обновио ту цркву на Преспанском језеру. Дошли су мајстори грађевинари из Србије, и почела је тајна обнова (због Бугара, да је не би одмах срушили) и то током зиме (када није било опасности од змија). Поред цркве сазидао је Калист малу кућу на спрат, са два одељења, као смештај за неког будућег пустињака.
Највећи град у региону је Ресан, а македонски део језера се налази у истоименој општини. Данас је област око језера проглашена за транснационални парк природе.

## Хидрографске одлике
Језеро добија воду подземним изворима и од неколико речица које се уливају у језеро. С македонске стране су то; Голема река, Брајчинска река, Кранска река, Источка река, Болнска река и Преторска река. С грчке стране је то Стара река. Велико Преспанско језеро удаљено је само 10 km од Охридског језера, али лежи на 150 метара вишој надморској нивоу. Преспанско језеро повезано је са Охридским језером бројним подземним каналима у кршком материјалу планине Галичица. Тако воде Преспанског језера извиру поред манастира Св. Наум на Охридском језеру (али и на другим местима).

## Галерија
- Плажа код Претора
- Базилика на острву Свети Ахил
- Рибарска колиба